# Ривз, Остин
Остин Тайлер Ривз (англ. Austin Tyler Reaves; род. 29 мая 1998, Ньюарк, Арканзас) — американский профессиональный баскетболист, игрок команды НБА «Лос-Анджелес Лейкерс». Играет на позиции атакующего защитника

## Профессиональная карьера

### Лос-Анджелес Лейкерс (2021—настоящее время)
Ривз не был выбран на драфте НБА 2021 года, он отказался быть выбранным под 42-м номером командой «Детройт Пистонс», решив вместо этого подписать двусторонний контракт с «Лос-Анджелес Лейкерс» 3 августа 2021 года. 27 сентября он подписал стандартный контракт НБА. 22 октября Ривз дебютировал в НБА, набрав восемь очков со скамейки запасных в проигранном со счётом 115–105 матче против «Финикс Санз». 15 декабря он набрал 15 очков, реализовав 5 из 6 трёхочковых, сделал 7 подборов и забил победный трёхочковый в победном матче против «Даллас Маверикс» со счётом 107–104. В конце сезона, 10 апреля 2022 года, «Лейкерс» в овертайме одержали победу со счётом 146–141 над «Денвер Наггетс», Ривз сделал первый трипл-дабл в своей карьере и установил рекорды по подборам и передачам, сделав 16 подборов и 10 передач, а также набрав 31 очко за 42 минуты.
19 марта 2023 года Ривз набрал рекордные в карьере 35 очков, сделав шесть подборов и шесть передач со скамейки запасных в победном матче со счетом 111–105 над «Орландо Мэджик», в которой он набрал последние 10 очков для «Лейкерс». 16 апреля в первой игре серии плей-офф первого раунда против «Мемфис Гриззлис», он набрал 23 очка и помог победить со счётом 128–112.
6 июля 2023 года Ривз вновь подписал контракт с «Лос-Анджелес Лейкерс» на четыре года и сумму 54 миллиона долларов.
9 декабря 2023 года Ривз и «Лейкерс» выиграли первый в истории лиги Внутрисезонный турнир НБА. Ривз набрал 28 очков, выйдя на замену, в игре за трофей против «Индианы Пэйсерс».

## Национальная сборная
Так как бабушка Ривза немка, То Ривз имел возможность представлять сборную Германии на международной арене. В 2023 он проявлял интерес в том чтобы получить немецкий паспорт и поехать со сборной Германии на чемпионат мира 2023 года. Однако Ривз в итоге был вызван в составе сборной США на чемпионате мира 2023 года. Он стал всего лишь третьим невыбранным на драфте игроком в составе сборной США среди игроков НБА после Бена Уоллеса (2002) и Брэда Миллера (2006).

## Статистика

### Статистика в НБА
| Сезон                                                                                    | Команда | Регулярный сезон | Регулярный сезон | Регулярный сезон | Регулярный сезон | Регулярный сезон | Регулярный сезон | Регулярный сезон | Регулярный сезон | Регулярный сезон | Регулярный сезон | Регулярный сезон | Серия плей-офф | Серия плей-офф | Серия плей-офф | Серия плей-офф | Серия плей-офф | Серия плей-офф | Серия плей-офф | Серия плей-офф | Серия плей-офф | Серия плей-офф | Серия плей-офф |
| Сезон                                                                                    | Команда | GP               | GS               | MPG              | FG%              | 3P%              | FT%              | RPG              | APG              | SPG              | BPG              | PPG              | GP             | GS             | MPG            | FG%            | 3P%            | FT%            | RPG            | APG            | SPG            | BPG            | PPG            |
| ---------------------------------------------------------------------------------------- | ------- | ---------------- | ---------------- | ---------------- | ---------------- | ---------------- | ---------------- | ---------------- | ---------------- | ---------------- | ---------------- | ---------------- | -------------- | -------------- | -------------- | -------------- | -------------- | -------------- | -------------- | -------------- | -------------- | -------------- | -------------- |
| 2021/22                                                                                  | Лейкерс | 61               | 19               | 23,2             | 45,9             | 31,7             | 83,9             | 3,2              | 1,8              | 0,5              | 0,3              | 7,3              | Не участвовал  | Не участвовал  | Не участвовал  | Не участвовал  | Не участвовал  | Не участвовал  | Не участвовал  | Не участвовал  | Не участвовал  | Не участвовал  | Не участвовал  |
| 2022/23                                                                                  | Лейкерс | 64               | 22               | 28,8             | 52,9             | 39,8             | 86,4             | 3,0              | 3,4              | 0,5              | 0,3              | 13,0             | 16             | 16             | 36,2           | 46,4           | 44,3           | 89,5           | 4,4            | 4,6            | 0,6            | 0,2            | 16,9           |
| 2023/24                                                                                  | Лейкерс | 82               | 57               | 32,1             | 48,6             | 36,7             | 85,3             | 4,3              | 5,5              | 0,8              | 0,3              | 15,9             | 5              | 5              | 34,8           | 47,6           | 26,9           | 89,5           | 3,8            | 3,6            | 1,4            | 0,6            | 16,8           |
|                                                                                          | Всего   | 207              | 98               | 28,5             | 49,3             | 36,5             | 85,5             | 3,6              | 3,7              | 0,6              | 0,3              | 12,4             | 21             | 21             | 35,9           | 46,7           | 40,4           | 89,5           | 4,3            | 4,3            | 0,8            | 0,3            | 16,9           |
| Наведите курсор мыши на аббревиатуры в заголовке таблицы, чтобы прочесть их расшифровку. |         |                  |                  |                  |                  |                  |                  |                  |                  |                  |                  |                  |                |                |                |                |                |                |                |                |                |                |                |

### Статистика в NCAA
| Сезон | Команда      | Conf         | Class        | GP  | GS | MPG  | FG%  | 3P%  | FT%  | RPG | APG | SPG | BPG | PPG  |
| --- | ------------ | ------------ | ------------ | --- | -- | ---- | ---- | ---- | ---- | --- | --- | --- | --- | ---- |
| 2016/17 | Уичито Стэйт | MVC          | FR           | 33  | 0  | 11,8 | 44,8 | 50,9 | 75,7 | 1,8 | 1,1 | 0,4 | 0,3 | 4,1  |
| 2017/18 | Уичито Стэйт | AAC          | SO           | 33  | 11 | 21,5 | 45,0 | 42,5 | 82,7 | 3,1 | 2,0 | 0,5 | 0,2 | 8,1  |
| 2019/20 | Оклахома     | Big 12       | JR           | 31  | 31 | 33,2 | 38,1 | 25,9 | 84,8 | 5,3 | 3,0 | 1,0 | 0,3 | 14,7 |
| 2020/21 | Оклахома     | Big 12       | SR           | 25  | 25 | 34,5 | 44,3 | 30,5 | 86,5 | 5,5 | 4,6 | 0,9 | 0,3 | 18,3 |
| Всего | Всего        | Всего        | Всего        | 122 | 67 | 16,3 | 42,1 | 34,7 | 84,4 | 2,5 | 1,7 | 0,4 | 0,2 | 7,2  |
| Уичито Стэйт | Уичито Стэйт | Уичито Стэйт | Уичито Стэйт | 66  | 11 | 16,6 | 44,9 | 45,1 | 79,8 | 2,5 | 1,6 | 0,4 | 0,3 | 6,1  |
| Оклахома | Оклахома     | Оклахома     | Оклахома     | 56  | 56 | 33,8 | 40,9 | 27,7 | 85,7 | 5,4 | 3,7 | 0,9 | 0,3 | 16,3 |
| Наведите курсор мыши на аббревиатуры в заголовке таблицы, чтобы прочесть их расшифровку Статистика приведена с сайта sports-reference.com |              |              |              |     |    |      |      |      |      |     |     |     |     |      |